# オリヴァー・コルベントソン
オリヴァー・エドワード・コルベントソン（Oliver Edward Colbentson, 1927年11月14日 - 2013年2月25日）は、アメリカ出身のヴァイオリン奏者。
シカゴの出身。ノルウェー出身の父親からヴァイオリンの早期教育を受け、レオン・ザメティーニの門下となった。16歳の時にアメリカ国内のコンクールで入賞して生地シカゴでデビューし、シカゴ大学に進学して学士号を取得した。その後アメリカ空軍のオーケストラに三年間在籍し、26歳でメトロポリタン歌劇場の副コンサートマスターに就任するまでに、チェロ教師のディラン・アレクサニアンに弦楽器奏法の極意を学んだ。1958年にニュルンベルクに移住してニュルンベルク音楽院で教鞭をとるようになり、1962年には同音楽院の弦楽科の主任教授となった。
ニュルンベルクにて死去。

## 註
1. ↑  “Oliver Colbentson”. 2017年11月22日時点のオリジナルよりアーカイブ。2017年11月22日閲覧。
2. ↑  “Biography”. 2017年11月22日時点のオリジナルよりアーカイブ。2017年11月22日閲覧。
3. ↑  オリヴァー・コルベントソン - Discogs（英語）
4. ↑  “Oliver Colbentson Music Recordings”. 2017年11月22日時点のオリジナルよりアーカイブ。2017年11月22日閲覧。

| スタブアイコン | サブスタブ | この項目は、まだ閲覧者の調べものの参照としては役立たない、人物に関連した書きかけの項目です。この項目を加筆・訂正などしてくださる協力者を求めています（P:人物伝/PJ:人物伝）。 |